# Natalja Matvejeva
Natalja Konstantinovna Matvejeva (Russisch: Наталья Константиновна Матвеева) (Moskou, 23 mei 1986) is een Russische langlaufster. Ze vertegenwoordigde haar vaderland op de Olympische Winterspelen 2006 in Turijn en op de Olympische Winterspelen 2014 in Sotsji.

## Carrière
Bij haar wereldbekerdebuut, in oktober 2005 in Düsseldorf, stond Matvejeva direct op het podium. Tijdens de Olympische Winterspelen van 2006 in Turijn eindigde de Russin als dertigste op de sprint. Op de wereldkampioenschappen langlaufen 2007 in Sapporo eindigde ze als 23e op de sprint, samen met Jevgenia Sjapovalova eindigde ze als twaalfde op de teamsprint. Op 27 oktober 2007 boekte Matvejeva in Düsseldorf haar eerste wereldbekerzege. Matvejeva werd na een wereldbekerwedstrijd op 3 januari 2009 in Val di Fiemme betrapt op het gebruik van EPO, op 24 december 2009 werd ze met terugwerkende kracht voor twee jaar geschorst.
In november 2011 maakte Matvejeva haar comeback in het wereldbekercircuit. In Val di Fiemme nam de Russin deel aan de wereldkampioenschappen langlaufen 2013. Op dit toernooi eindigde ze als 21e op de sprint, op de teamsprint eindigde ze samen met Natalja Korosteleva op de zevende plaats. Tijdens de Olympische Winterspelen van 2014 in Sotsji eindigde ze als twintigste op sprint.
Op de wereldkampioenschappen langlaufen 2015 in Falun eindigde Matvejeva als zestiende op de sprint, samen met Anastasia Dotsenko eindigde ze als vijfde op de teamsprint. In Lahti nam de Russin deel aan de wereldkampioenschappen langlaufen 2017. Op dit toernooi eindigde ze als negende op de sprint, op de teamsprint veroverde ze samen met Joelia Beloroekova de zilveren medaille.
Op de wereldkampioenschappen langlaufen 2019 in Seefeld eindigde ze als 24e op de sprint.

## Resultaten

### Olympische Winterspelen
| Jaar | Plaats | Resultaten               |
| ---- | ------ | ------------------------ |
| 2006 | Turijn | 30e Sprint (vrije stijl) |
| 2014 | Sotsji | 20e Sprint (vrije stijl) |

### Wereldkampioenschappen
| Jaar | Plaats        | Resultaten                                                |
| ---- | ------------- | --------------------------------------------------------- |
| 2007 | Sapporo       | 23e Sprint (klassieke stijl) 12e Teamsprint (vrije stijl) |
| 2009 | Liberec       | DSQ Sprint (vrije stijl)                                  |
| 2013 | Val di Fiemme | 21e Sprint (klassieke stijl) 7e Teamsprint (vrije stijl)  |
| 2015 | Falun         | 16e Sprint (klassieke stijl) 5e Teamsprint (vrije stijl)  |
| 2017 | Lahti         | 9e Sprint (vrije stijl) · Teamsprint (klassieke stijl)    |
| 2019 | Seefeld       | 24e Sprint (vrije stijl)                                  |

### Wereldbeker
Eindklasseringen
| Seizoen   | Algm | DI  | SP    | TdS |
| --------- | ---- | --- | ----- | --- |
| 2005/2006 | 29e  | –   | 13e   | –   |
| 2006/2007 | 17e  | 47e | Brons | –   |
| 2007/2008 | 21e  | –   | 4e    | –   |
| 2008/2009 | 41e  | –   | 19e   | –   |
| 2011/2012 | 20e  | 58e | 5e    | DNF |
| 2012/2013 | 64e  | –   | 36e   | –   |
| 2013/2014 | 59e  | –   | 30e   | –   |
| 2014/2015 | 32e  | –   | 9e    | –   |
| 2015/2016 | 34e  | 66e | 15e   | DNF |
| 2016/2017 | 30e  | –   | 7e    | –   |
| 2017/2018 | 59e  | –   | 29e   | –   |
| 2018/2019 | 46e  | –   | 21e   | –   |

Wereldbekerzeges
| Nr. | Datum           | Plaats     | Onderdeel            |
| --- | --------------- | ---------- | -------------------- |
| 1.  | 27 oktober 2007 | Düsseldorf | Sprint (vrije stijl) |
| 2.  | 14 januari 2017 | Toblach    | Sprint (vrije stijl) |